# 원탁의 기사 (영화)
《원탁의 기사》(영어: Knights of the Round Table)는 영국에서 제작된 리처드 소프 감독의 1953년 모험 시대극 영화이다. 로버트 테일러 등이 출연하였고, 팬드로 S. 버먼 등이 제작에 참여하였다.

## 줄거리
아서 펜드래건이 멀린의 안내로 엑스칼리버를 뽑자 모드레드가 멀린을 사악한 마법사로 몰아 스톤헨지에서 평의회가 열린다. 다음해 모드레드에게 이긴 아서가 왕이 된다. 원탁의 기사가 만들어진 뒤 랜슬롯은 북쪽으로 가서 스코틀랜드와 맞닿아있는 잉글랜드 국경을 지키고 퍼시벌은 성배를 찾으러 간다.
모건과 모드레드는 랜슬롯과 귀니비어의 감정이 깊어지고 있는 것을 눈치채고 이를 이용하고자 아서를 적으로 둔 스코틀랜드인들에게 강화를 요청한다. 랜슬롯과 귀니비어는 단둘이 있다가 모드레드의 수하들에게 붙잡혀 원탁의 궐석 재판에서 대역죄로 사형이 언도된다. 
그러나 아서가 이를 취소하자 모드레드가 원탁의 기사들을 자신의 편으로 만들어 내전이 벌어진다. 아서는 치명상을 입고 죽기 전 귀니비어를 용서하고 랜슬롯에게 모드레드의 처리를 부탁한다. 

## 출연진
- 로버트 테일러 - 랜슬롯 역
- 에이바 가드너 - 귀니비어 역
- 멜 퍼레어 - 아서 펜드래건 역
- 앤 크로퍼드 - 모건 러페이 역
- 스탠리 베이커 - 모드레드 역
- 필릭스 에일머 - 멀린 역
- 모린 스완슨 - 일레인 역
- 게이브리얼 울프 - 퍼시벌 역
- 앤서니 포우드
- 로버트 어커트
- 니얼 맥기니스
- 하워드 매리언 크로퍼드
- 피터 고손
- 앨런 틸번
- 존 셔먼
- 데이나 윈터
- 마틴 와일덱
- 로이 러셀

## 기타 제작진
- 미술: 알프레트 융게, 한스 페터스
- 의상: 로저 K. 퍼스

## 우리말 녹음
KBS 성우진 (1985년 11월 9일)
- 이강식 - 랜슬롯 (로버트 테일러)
- 장유진 - 귀니비어 (에이바 가드너)
- 김종성
- 김병관
- 엄주환
- 성병숙
- 장정진
- 정경애